# 제1대 시드머스 자작 헨리 애딩턴

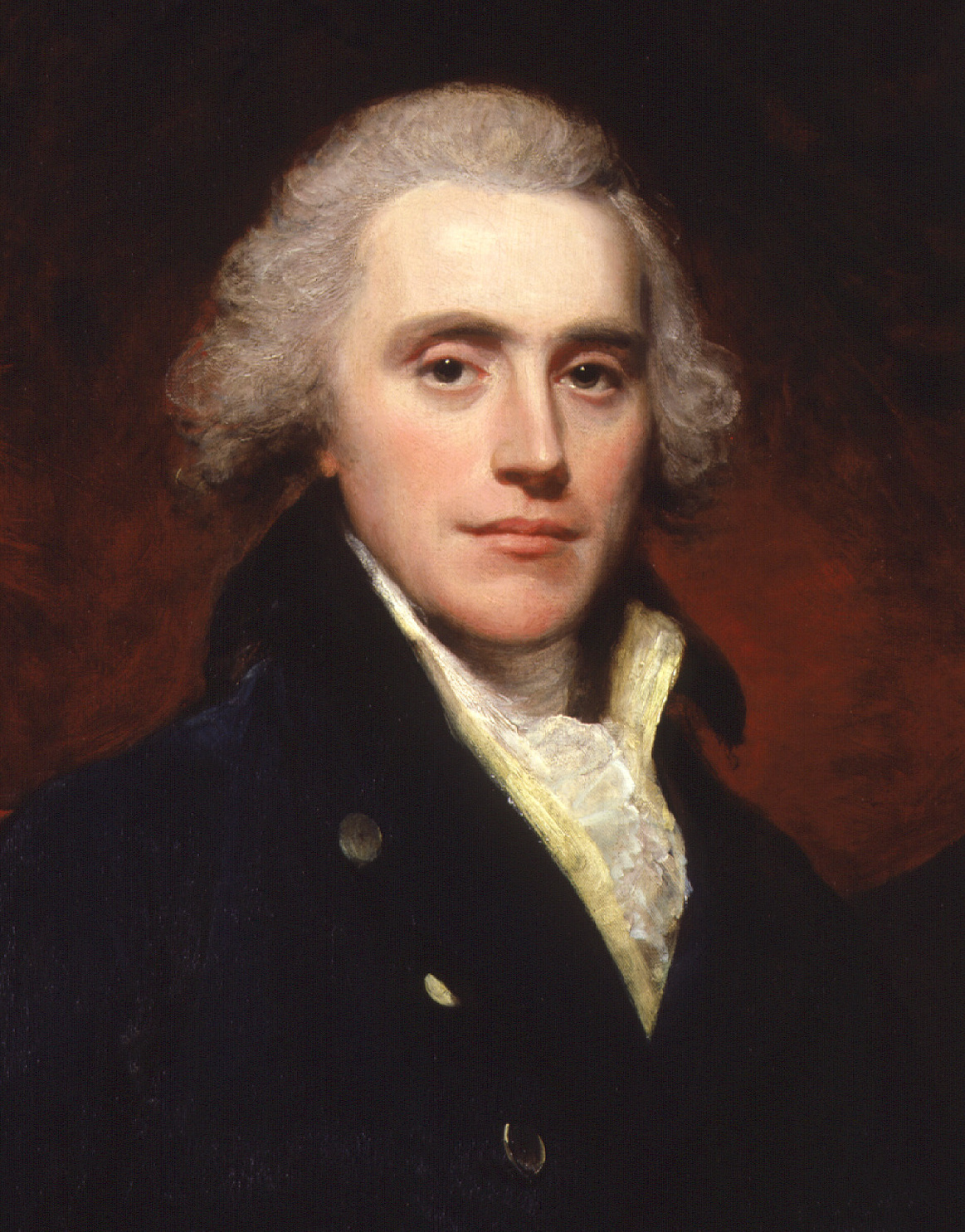
1803년 초상화

제1대 시드머스 자작 헨리 애딩턴(영어: Henry Addington, 1st Viscount Sidmouth, 1757년 5월 30일 ~ 1844년 2월 15일)은 영국의 정치인이다.
애딩턴의 아버지는 대 피트 집안의 강정의사였으므로 어려서부터 소 피트와 친교를 맺었는데, 1783년 하원의원이 되자 그의 협력자가 되었다. 1789년~1801년 하원의장을 지냈고, 1801년 총리가 되어 1802년 아미앵 조약을 체결했다. 1804년 소 피트와의 대립으로 사임, 시드머스 자작으로 서품되었다. 그 후 피트와 화해하고 1812년 토리당을 지휘, 다시 입각하여 내무장관이 되어 대중운동 및 언론을 탄압했다. 1817년의 '강제법'은 이후의 피털루 학살의 도화선이 되었고 탄압법인 '육법'은 국민의 비난 대상이 되어 1821년 내무장관을 사임했으나, 1824년까지 내각에 남아 있었다.